# 小行星4070
小行星4070（英語：4070 Rozov）是一颗围绕太阳公转的小行星。1980年9月8日，柳德米拉·瓦斯列娜·朱然勒娃在克里米亚发现了此天体。
这颗小行星的绝对星等为123.7104509776241等。